# جنون القايلة
جنون القايلة مسلسل تونسي عُرض لأول مرة في رمضان عام 2017 في موسمه الأول، وتواصل الموسم الثاني في رمضان عام 2018 على قناة الوطنية الأولى، وهو من تأليف مشترك بين سامية عمامي وعزة السعدي، وإخراج أمين شيبوب.
يتألف المسلسل من ثلاثين حلقة، أي خمسة عشر حلقة في كل موسم، ويتوجه بالأساس إلى الأطفال، حيث تدور أحداثه في إطار خيالي قائم على المغامرة والتشويق.

## القصة
تدور أحداث المسلسل في المدينة العتيقة، حيث شهدت ازدهارًا كبيرًا، لكن تم غزوها من قبل الغيلان والوحوش، فيقع صدهم وحبسهم في غار عميق من قبل خمسة أصدقاء مجهولو الهوية، عُرفوا بناس الديوان.
بعد مرور سنوات، تدعو السيدة فاطمة أحفادها الأربعة (إلياس وياسمين وإيناس ووليد) لقضاء العطلة في بيتها، رفقة حفيدها سامي الذي يعيش معها، لخوض مغامرات في عالم من الغموض والسحر والقوى الخارقة. يجتاز الأطفال العديد من العراقيل ليتمكنوا من تأدية رسالتهم التي أوكلت إليهم منذ قديم الزمان من طرف أجدادهم، لكن الخطر يتربص بهم من كل جهة، فيتعرفون على حكايات غريبة وأسرار عجيبة، مثل اكتشاف حقائق عن بيت للّا قمر المهجور، ومؤامرات من طرف «لمياء قلب حجر» ومساعديْها باسل وليندا، بهدف تدمير المدينة وبناء مدينة عصرية وبنايات شاهقة، إضافة لاكتشافهم الخواتم الخمسة والتي تدل على صفاتهم. يجتاز الأطفال هذه المخاطر في ظل خوف فتحية، والدة سامي، ومتابعة الجدة فاطمة والعم فاضل لكل مغامراتهم.
يستكمل الموسم الثاني ما بدأه الموسم الذي سبقه من مغامرات يعيشها الأطفال.

## الشخصيات
- سامية رحيم: «فاطمة» سيدة تعيش بالمدينة العتيقة، وجدة لخمسة أحفاد
- يوسف السوسية: «إلياس» حفيد فاطمة
- زينب فخفاخ: «إيناس» حفيدة فاطمة
- رنيم عوسجي: «ياسمين» حفيدة فاطمة
- محمد عزيز خلف الله: «وليد» حفيد فاطمة
- محمد عزيز القابسي: «سامي» حفيد فاطمة
- محمد علي بن جمعة: «رؤوف» شخص من ناس الديوان
- ايمان بدرجح: «فتحية» والدة سامي
- عبد اللطيف خير الدين: «الفاضل» صاحب مكتبة المدينة العتيقة
- عصام بالشيخ: «مختار» صاحب بيت مهجور (ابن للّا قمر)
- معز بعطور: «كامل» شخص من ناس الديوان
- الياس مساعد: «بو شكارة» صديق كامل
- فريال الشماري: «لمياء قلب حجر» شريرة تنوي هدم المدينة العتيقة
- أسماء تستوري: «ليندا» سكريتيرة لمياء قلب حجر، حبيبة كامل
- حكيم بو مسعودي: «باسل» مساعد لمياء قلب حجر
- رمزي سليم: «فيروس» صديق باسل
- فاخر وحشي: «سليم» صديق فتحية